# برایان بلوم
برایان بلوم (انگلیسی: Brian Bloom؛ زادهٔ ۳۰ ژوئن ۱۹۷۰) یک هنرپیشه، و صدا پیشه اهل ایالات متحده آمریکا است. وی از سال ۱۹۸۳ میلادی تاکنون مشغول فعالیت بوده است.
از فیلم‌ها یا برنامه‌های تلویزیونی که وی در آن نقش داشته است می‌توان به روزی روزگاری در آمریکا، زودیاک، ناامید از عشق و باکره آمریکایی اشاره کرد.